# Temporada 2024 del Campeonato de Europa de Rally
La temporada 2024 del Campeonato de Europa de Rally fue la edición 72º del Campeonato de Europa de Rally de la FIA. La temporada comenzó el 12 de abril en el Rally Hungary y terminó el 13 de octubre en el Rally de Silesia.
Los campeones defensores fueron los neozelandeses Hayden Paddon y John Kennard quienes defendieron con éxito sus títulos de piloto y copiloto. Mientras que en el campeonato por el equipo el Team MRF Tyres no pudo defender con éxito su título al caer ante el equipo de los campeones, el BRC Racing Team.

## Calendario
La temporada estuvo compuesta por ocho rondas, de las cuales cinco repitieron de la temporada anterior.
| N.º | Fecha                        | Rally                                 | Superficie | Resultados |
| --- | ---------------------------- | ------------------------------------- | ---------- | ---------- |
| 1   | 12-14 de abril               | 5.º V-Híd Rally Hungary               | Tierra     | Resultados |
| 2   | 2-4 de mayo                  | 48.º Rally Islas Canarias             | Asfalto    | Resultados |
| 3   | 13-15 de junio               | 2. BAUHAUS Royal Rally of Scandinavia | Tierra     | Resultados |
| 4   | 5-7 de julio                 | 14. ERC Delfi Rally Estonia           | Tierra     | Resultados |
| 5   | 26-28 de julio               | 12.º Rally di Roma Capitale           | Asfalto    | Resultados |
| 6   | 16-18 de agosto              | 53.º Barum Czech Rally Zlín           | Asfalto    | Resultados |
| 7   | 30 de agosto-1 de septiembre | 4. JDS Machinery Rali Ceredigion      | Asfalto    | Resultados |
| 8   | 6–8 de octubre               | 8. Rajd Śląska - Rally Silesia        | Asfalto    | Resultados |

### Cambios en el calendario
- Tras tres temporadas en el campeonato, el Rally Serras de Fafe e Felgueiras fue removido del calendario.
- Tras siete temporadas, el Rally de Estonia regresa al campeonato.
- Tras pasar sus once ediciones iniciales como parte del campeonato, el Rally Liepāja deja el campeonato para pasar a ser parte del Campeonato Mundial de Rally.
- El Rali Ceredigion en Gran Bretaña y el Rally de Silesia en Polonia fueron introducidos en el calendario.

## Clasificación

### Resultados de rallys
| Ronda | Evento                         | Piloto ganador    | Copiloto ganador   | Equipo ganador                | Tiempo    | Resultados |
| ----- | ------------------------------ | ----------------- | ------------------ | ----------------------------- | --------- | ---------- |
| 1.    | 5. Rally Hungary               | Simone Tempestini | Sergiu Itu         | Simone Tempestini             | 1:52:50.4 | Resultados |
| 2.    | 48.º Rally Islas Canarias      | Yoann Bonato      | Benjamin Boulloud  | Yoann Bonato                  | 1:57:18.8 | Resultados |
| 3.    | 2.º Royal Rally of Scandinavia | Oliver Solberg    | Elliott Edmondson  | Oliver Solberg                | 1:32:40.8 | Resultados |
| 4.    | 14. Rally Estonia              | Georg Linnamäe    | James Morgan       | RedGrey Team                  | 1:44:33.1 | Resultados |
| 5.    | 12.º Rally di Roma Capitale    | Andrea Crugnola   | Pietro Elia Ometto | F.P.F. Sport                  | 1:53:10.9 | Resultados |
| 6.    | 53.º Barum Czech Rally Zlín    | Dominik Stříteský | Jiří Hovorka       | Auto Podbabská Škoda Mol Team | 1:41:56.7 | Resultados |
| 7.    | 4. Rali Ceredigion             | Hayden Paddon     | John Kennard       | BRC Racing Team               | 1:38:59.0 | Resultados |
| 8.    | 8. Rajd Śląska - Rally Silesia | Andrea Mabellini  | Virginia Lenzi     | Team MRF Tyres                | 1:45:28.9 | Resultados |

### Sistema de puntuación
Se otorgan puntos a los quince primeros clasificados. También se dan cinco puntos de bonificación al ganador de la power stage, cuatro puntos para el segundo lugar, tres para el tercero, dos para el cuarto y uno para el quinto.
| Posición    | 1º | 2º | 3º | 4º | 5º | 6º | 7º | 8º | 9º | 10º | 11º | 12º | 13º | 14º | 15º |
| Puntos      | 30 | 24 | 21 | 19 | 17 | 15 | 13 | 11 | 9  | 7   | 5   | 4   | 3   | 2   | 1   |
| Power stage | 5  | 4  | 3  | 2  | 1  |    |    |    |    |     |     |     |     |     |     |

### Campeonato de pilotos
Para el campeonato solo se toman en cuenta los mejores siete resultados.
| Pos | Piloto                   | HUN | ESP | SWE | EST | ITA | CZE | GBR | POL | Puntos | Mejores 7 |
| --- | ------------------------ | --- | --- | --- | --- | --- | --- | --- | --- | ------ | --------- |
| 1   | Hayden Paddon            | 4   | 65  | 3   | 5   | 65  | 123 | 1   | 3   | 152    | 145       |
| 2   | Mathieu Franceschi       | 21  | 23  | Ret | 10  | 54  | Ret | 35  | 53  | 124    | 124       |
| 3   | Mikołaj Marczyk          | 6   | 7   | 85  | 7   | 11  | 75  | 4   | 42  | 114    | 109       |
| 4   | Andrea Mabellini         | 74  | 17  | 9   | 8   | 9   | 16  | 23  | 1   | 101    | 101       |
| 5   | Jon Armstrong            | 85  | 8   | Ret | 64  | 17  | 26  | 62  | 21  | 88     | 88        |
| 6   | Simone Tempestini        | 13  |     | 10  | Ret | 4   |     | Ret | Ret | 59     | 59        |
| 7   | Mads Østberg             | Ret | 9   | 53  | 43  | Ret |     |     |     | 51     | 51        |
| 8   | Yoann Bonato             |     | 14  |     |     |     |     |     | 64  | 49     | 49        |
| 9   | Simon Wagner             | 9   | 11  |     |     | 10  | 2   |     |     | 49     | 49        |
| 10  | Efrén Llarena            | Ret | 12  | 14  |     | 3   | 6   |     |     | 45     | 45        |
| 11  | Erik Cais                | 5   | 15  |     |     | 21  | 31  |     |     | 44     | 44        |
| 12  | Oliver Solberg           |     |     | 1   |     |     |     |     |     | 35     | 35        |
| 13  | Georg Linnamäe           |     |     |     | 1   |     |     |     |     | 35     | 35        |
| 14  | Andrea Crugnola          |     |     |     |     | 1   |     |     |     | 35     | 35        |
| 15  | Dominik Stříteský        |     |     |     |     |     | 1   |     |     | 30     | 30        |
| 16  | Filip Mareš              | 10  | 16  | 13  |     | 15  | 54  |     |     | 30     | 30        |
| 17  | Robert Virves            |     |     |     | 2   |     |     |     |     | 28     | 28        |
| 18  | Mikko Heikkilä           | Ret |     | 2   | Ret |     |     |     |     | 28     | 28        |
| 19  | Simone Campedelli        |     |     |     |     | 2   |     |     |     | 28     | 28        |
| 20  | Alejandro Cachón         |     | 31  |     |     |     |     |     |     | 26     | 26        |
| 21  | Miklós Csomós            | 32  | Ret |     |     |     |     |     |     | 25     | 25        |
| 22  | Frank Tore Larsen        |     |     | 4   | 13  |     |     |     |     | 24     | 24        |
| 23  | Diego Ruiloba            |     | 42  |     |     |     |     |     |     | 23     | 23        |
| 24  | Nikolay Gryazin          |     |     |     | 3   |     |     |     |     | 21     | 21        |
| 25  | Adam Březík              |     |     |     |     |     | 4   |     |     | 19     | 19        |
| 26  | Callum Devine            |     |     |     |     |     |     | 54  |     | 19     | 19        |
| 27  | José Antonio Suárez      |     | 5   |     |     |     |     |     |     | 17     | 17        |
| 28  | Mārtiņš Sesks            | Ret | 23  | 6   | 14  |     |     |     |     | 17     | 17        |
| 29  | Boštjan Avbelj           |     |     |     |     | 7   |     |     |     | 13     | 13        |
| 30  | Osian Pryce              |     |     |     |     |     |     | 7   |     | 13     | 13        |
| 31  | Grzegorz Grzyb           |     |     |     |     |     |     |     | 7   | 13     | 13        |
| 32  | Isak Reiersen            |     |     | 7   |     |     |     |     |     | 13     | 13        |
| 33  | Giandomenico Basso       |     |     |     |     | 8   |     |     |     | 11     | 11        |
| 34  | Jarosław Szeja           |     |     |     |     |     |     |     | 8   | 11     | 11        |
| 35  | Matt Edwards             |     |     |     |     |     |     | 8   |     | 11     | 11        |
| 36  | Hermann Neubauer         |     |     |     |     |     | 8   |     |     | 11     | 11        |
| 37  | Gregor Jeets             |     |     |     | 95  |     |     |     |     | 10     | 10        |
| 38  | Jakub Matulka            |     |     |     |     |     |     | 10  | 13  | 10     | 10        |
| 39  | Jan Kopecký              |     |     |     |     |     | 9   |     |     | 9      | 9         |
| 40  | Meirion Evans            |     |     |     |     |     |     | 9   |     | 9      | 9         |
| 41  | Zbigniew Gabryś          |     |     |     |     |     |     |     | 9   | 9      | 9         |
| 42  | Martin László            | 13  | Ret |     |     | 16  | 11  |     |     | 8      | 8         |
| 43  | Philip Allen             |     |     |     |     |     |     |     | 10  | 7      | 7         |
| 44  | Václav Pech Jr           |     |     |     |     |     | 10  |     |     | 7      | 7         |
| 45  | Yeray Lemes              |     | 10  |     |     |     |     |     |     | 7      | 7         |
| 46  | Jarosław Kołtun          |     |     |     |     |     | 15  |     | 125 | 6      | 6         |
| 47  | Mille Johansson          | 25  | 26  | 19  | 23  |     |     | 12  | 14  | 6      | 6         |
| 48  | Teemu Asunmaa            |     |     |     | 11  |     |     |     |     | 5      | 5         |
| 49  | Johan Kristoffersson     |     |     | 11  |     |     |     |     |     | 5      | 5         |
| 50  | Vladas Jurkevičius       | 11  |     |     |     |     |     |     |     | 5      | 5         |
| 51  | Max McRae                | 21  | 29  | 31  | 41  |     |     | 11  | 19  | 5      | 5         |
| 52  | Łukasz Byśkiniewicz      |     |     |     |     |     |     |     | 11  | 5      | 5         |
| 53  | Roberto Daprà            |     |     |     |     | 12  |     |     |     | 4      | 4         |
| 54  | Frigyes Turán            | 12  |     |     |     |     |     |     |     | 4      | 4         |
| 55  | Kalle Gustafsson         |     |     | 12  |     |     |     |     |     | 4      | 4         |
| 56  | Yuki Yamamoto            |     |     |     | 12  |     |     |     |     | 4      | 4         |
| 57  | Ferenc Jr Vincze         |     |     |     |     | 13  |     |     |     | 3      | 3         |
| 58  | Enrique Cruz             |     | 13  |     |     |     |     |     |     | 3      | 3         |
| 59  | Alberto de Thurn y Taxis |     |     |     |     |     | 13  | Ret |     | 3      | 3         |
| 60  | William Creighton        |     |     |     |     |     |     | 13  |     | 3      | 3         |
| 61  | Michał Chorbiński        |     |     |     |     |     |     | 14  | 25  | 2      | 2         |
| 62  | Aleš Jirásek             |     |     |     |     |     | 14  |     |     | 2      | 2         |
| 63  | Giacomo Costenaro        | 14  | Ret | 16  | 31  |     |     |     |     | 2      | 2         |
| 64  | Alexey Lukyanuk          |     | 14  |     |     |     |     |     |     | 2      | 2         |
| 65  | Giacomo Scattolon        |     |     |     |     | 14  |     |     |     | 2      | 2         |
| 66  | Kaspar Kasari            |     |     |     | 15  |     |     |     |     | 1      | 1         |
| 67  | Petter Solberg           |     |     | 15  |     |     |     |     |     | 1      | 1         |
| 68  | Kristóf Klausz           | 15  |     |     |     |     |     |     |     | 1      | 1         |
| 69  | Filip Kohn               | 16  |     | 17  | 20  | 22  | 18  | 15  |     | 1      | 1         |
| 70  | Piotr Krotoszyński       |     |     |     |     |     |     |     | 15  | 1      | 1         |
| Pos | Piloto                   | HUN | ESP | SWE | EST | ITA | CZE | GBR | POL | Puntos | Mejores 7 |

| Color     | Resultado               |
| Oro       | Ganador                 |
| Plata     | 2.ª plaza               |
| Bronce    | 3.ª plaza               |
| Verde     | Finalizó, en los puntos |
| Azul      | Finalizó, sin puntos    |
| Violeta   | No terminó (Ret)        |
| Negro     | Descalificado (DES)     |
| Blanco    | No empezó (DNS)         |
| Blanco    | Excluido (EX)           |
| Blanco    | Lesionado (LES)         |
| Sin color | No participó            |
| x1        | Indica puntos por tramo |

### ERC3
Para el campeonato solo se toman en cuenta los mejores siete resultados.
| Pos | Piloto              | HUN | ESP | SWE | EST | ITA | CZE | GBR | POL | Puntos | Mejores 7 |
| --- | ------------------- | --- | --- | --- | --- | --- | --- | --- | --- | ------ | --------- |
| 1   | Filip Kohn          | 1   |     | 1   | 5   | 1   | 1   | 3   |     | 158    | 158       |
| 2   | Igor Widłak         | 2   | 1   | 4   | 6   | Ret | 4   |     | 3   | 128    | 128       |
| 3   | Kerem Kazaz         | 4   | 2   | 3   | 4   | 3   | 2   |     |     | 128    | 128       |
| 4   | Martin Ravenščak    | 3   |     | 5   | 7   | 5   | 3   |     | 4   | 108    | 108       |
| 5   | Hubert Kowalczyk    |     |     |     |     | 2   | Ret |     | 2   | 48     | 48        |
| 6   | Romet Jürgenson     |     |     |     | 1   |     |     |     |     | 30     | 30        |
| 7   | Jakub Matulka       |     |     |     |     |     |     | 1   |     | 30     | 30        |
| 8   | Mille Johansson     |     |     |     |     |     |     |     | 1   | 30     | 30        |
| 9   | Tristan Charpentier |     |     | 2   | Ret |     |     |     |     | 24     | 24        |
| 10  | Patrick Enok        |     |     |     | 2   |     |     |     |     | 24     | 24        |
| 11  | Michał Chorbiński   |     |     |     |     |     |     | 2   |     | 24     | 24        |
| 12  | Joosep Ralf Nõgene  |     |     |     | 3   |     |     |     |     | 21     | 21        |
| 13  | Aleksandar Tomov    |     |     |     |     | 4   | Ret |     |     | 19     | 19        |
| 14  | Robert Kolčák       |     |     |     |     |     | 5   |     |     | 17     | 17        |
| Pos | Piloto              | HUN | ESP | SWE | EST | ITA | CZE | GBR | POL | Puntos | Mejores 7 |

### ERC4
Para el campeonato solo se toman en cuenta los mejores siete resultados.
| Pos | Piloto              | HUN | ESP | SWE | EST | ITA | CZE | GBR | POL | Puntos | Mejores 7 |
| --- | ------------------- | --- | --- | --- | --- | --- | --- | --- | --- | ------ | --------- |
| 1   | Mille Johansson     | 4   | 1   | 1   | 3   |     |     | 2   |     | 124    | 124       |
| 2   | Calle Carlberg      | Ret | 2   | 2   | 2   |     |     | 6   | 1   | 117    | 117       |
| 3   | Max McRae           | 1   | 4   | 9   | 12  |     |     | 1   | 2   | 116    | 116       |
| 4   | Daniel Polášek      | 10  | 5   | 4   | 8   |     | 2   | 7   | 3   | 112    | 112       |
| 5   | Timo Schulz         | Ret | 3   | 5   | 5   |     |     | 3   |     | 76     | 76        |
| 6   | Patrik Herczig      | Ret | 8   | 6   | 6   |     | 1   |     |     | 71     | 71        |
| 7   | Márton Bertalan     | 2   |     |     | Ret | 2   | 3   |     |     | 69     | 69        |
| 8   | Aoife Raftery       | 5   | 9   | 7   | 9   |     |     | 8   |     | 59     | 59        |
| 9   | Davide Pesavento    | 7   | Ret | Ret | 10  | Ret |     | 4   | 4   | 58     | 59        |
| 10  | Karl-Markus Sei     | Ret | 7   | 3   | 4   |     |     |     |     | 53     | 53        |
| 11  | Jaspar Vaher        | 3   |     |     | 1   |     |     |     |     | 51     | 51        |
| 12  | Ciprian-Daniel Lupu |     |     |     |     | 5   | 4   |     | 6   | 51     | 51        |
| 13  | Giorgio Cogni       |     |     |     |     | 1   |     |     |     | 30     | 30        |
| 14  | Liam Müller         | 9   | 6   | Ret |     |     |     |     |     | 24     | 24        |
| 15  | Michael Rendina     |     |     |     |     | 3   |     |     |     | 21     | 21        |
| 16  | Ekaterina Stratieva |     |     |     |     | 4   | Ret |     |     | 19     | 19        |
| 17  | Ioan Lloyd          |     |     |     |     |     |     | 5   |     | 17     | 17        |
| 18  | Michał Chorbiński   |     |     |     |     |     |     |     | 5   | 17     | 17        |
| 18  | Jack Brennan        | 6   | Ret |     |     |     |     |     |     | 15     | 15        |
| 20  | Tuomas Välilä       | Ret |     |     | 7   |     |     |     |     | 13     | 13        |
| 21  | Herman Lie-Nilsen   |     |     | 8   |     |     |     |     |     | 11     | 11        |
| 22  | Alfred Kramer Jr    | 8   |     |     |     |     |     |     |     | 11     | 11        |
| 23  | Kyle McBride        |     |     |     |     |     |     | 9   |     | 9      | 9         |
| 24  | Mattia Zanin        | Ret | 10  | Ret | Ret |     |     |     |     | 7      | 7         |
| 25  | Adam Grahn          |     |     |     | 11  |     |     |     |     | 5      | 5         |
| 26  | Geronimo Nerobutto  | 11  | Ret | Ret |     |     |     |     |     | 5      | 5         |
| Pos | Piloto              | HUN | ESP | SWE | EST | ITA | CZE | GBR | POL | Puntos | Mejores 7 |

### ERC Junior
Para el campeonato solo se toman en cuenta los mejores cinco resultados.
| Pos | Piloto             | HUN | ESP | SWE | EST | GBR | POL | Puntos | Mejores 5 |
| --- | ------------------ | --- | --- | --- | --- | --- | --- | ------ | --------- |
| 1   | Mille Johansson    | 3   | 1   | 1   | 3   | 2   |     | 126    | 126       |
| 2   | Calle Carlberg     | Ret | 2   | 2   | 2   | 5   | 1   | 119    | 119       |
| 3   | Max McRae          | 1   | 4   | 9   | 11  | 1   | 2   | 117    | 112       |
| 4   | Daniel Polášek     | 9   | 5   | 4   | 7   | 6   | 3   | 94     | 85        |
| 5   | Timo Schulz        | Ret | 3   | 5   | 5   | 3   |     | 76     | 76        |
| 6   | Aoife Raftery      | 4   | 9   | 7   | 8   | 7   |     | 65     | 65        |
| 7   | Davide Pesavento   | 6   | Ret | Ret | 9   | 4   | 4   | 62     | 62        |
| 8   | Jaspar Vaher       | 2   |     |     | 1   |     |     | 54     | 54        |
| 9   | Karl-Markus Sei    | Ret | 7   | 3   | 4   |     |     | 53     | 53        |
| 10  | Patrik Herczig     | Ret | 8   | 6   | 6   |     |     | 41     | 41        |
| 11  | Liam Müller        | 8   | 6   | Ret |     |     |     | 26     | 26        |
| 12  | Jack Brennan       | 5   | Ret |     |     |     |     | 17     | 17        |
| 13  | Alfred Kramer Jr   | 7   |     |     |     |     |     | 13     | 13        |
| 14  | Herman Lie-Nilsen  |     |     | 8   |     |     |     | 11     | 11        |
| 15  | Mattia Zanin       | Ret | 10  | Ret | Ret |     |     | 7      | 7         |
| 16  | Geronimo Nerobutto | 10  |     |     |     |     |     | 7      | 7         |
| 17  | Adam Grahn         |     |     |     | 10  |     |     | 7      | 7         |
| Pos | Piloto             | HUN | ESP | SWE | EST | GBR | POL | Puntos | Mejores 5 |